# ایستگاه راه‌آهن کیشیناو
ایستگاه راه‌آهن کیشیناو (رومانیایی: Gara feroviară din Chișinău) یک ایستگاه راه‌آهن در شهر کیشیناو، مولداوی است.
این ایستگاه که در سال ۱۸۷۱ تأسیس شده به راه‌آهن سراسری کشور مولداوی و کشورهای همسایه همچون اوکراین و رومانی متصل است.

## نگارخانه

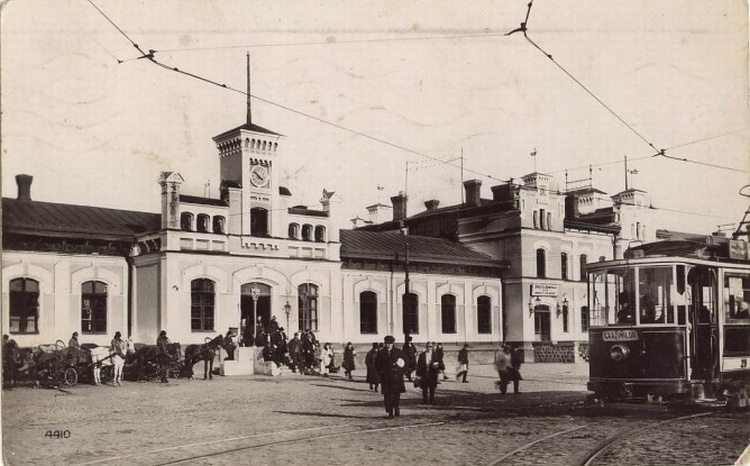
ساختمان قدیمی ایستگاه
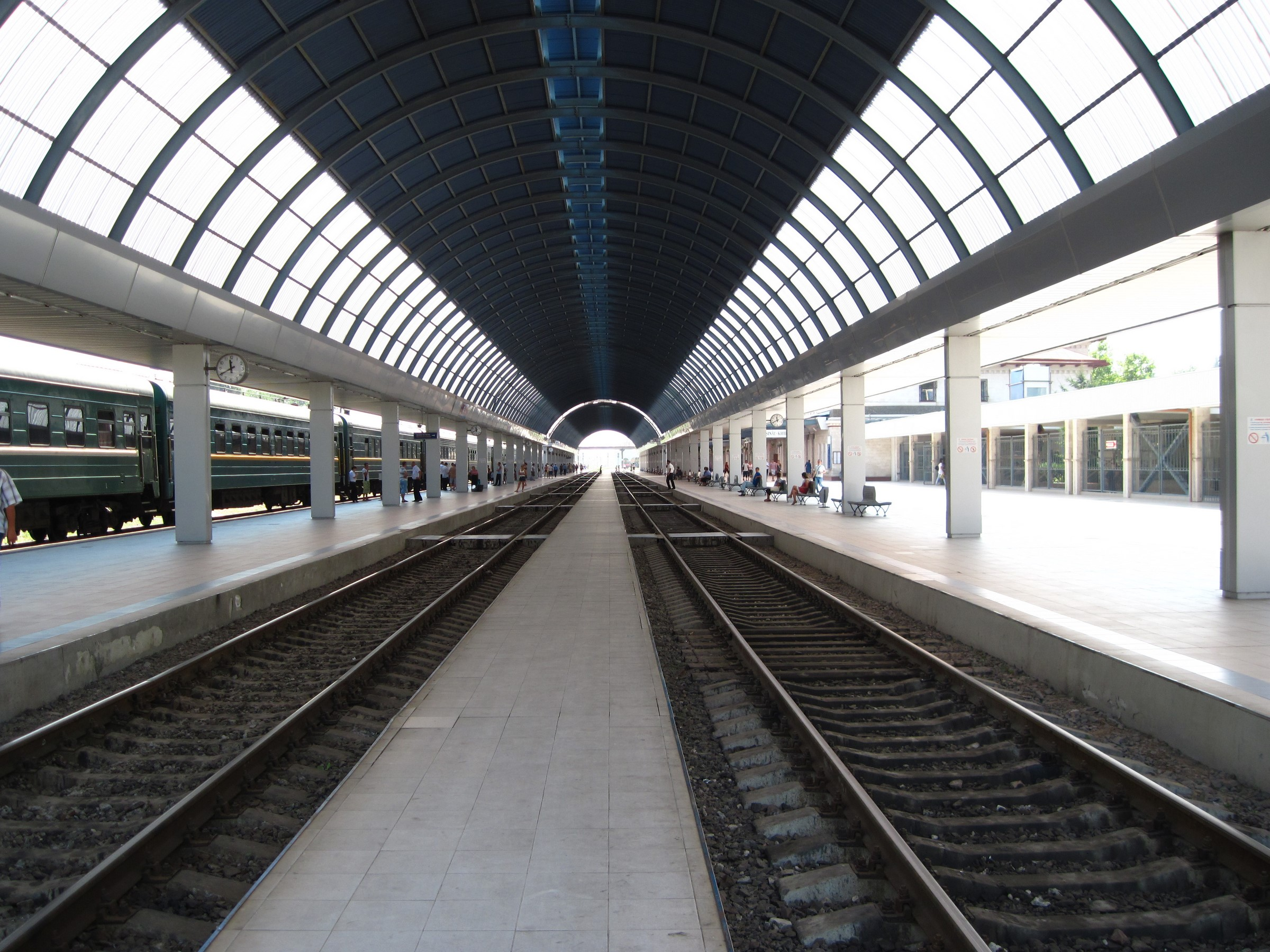
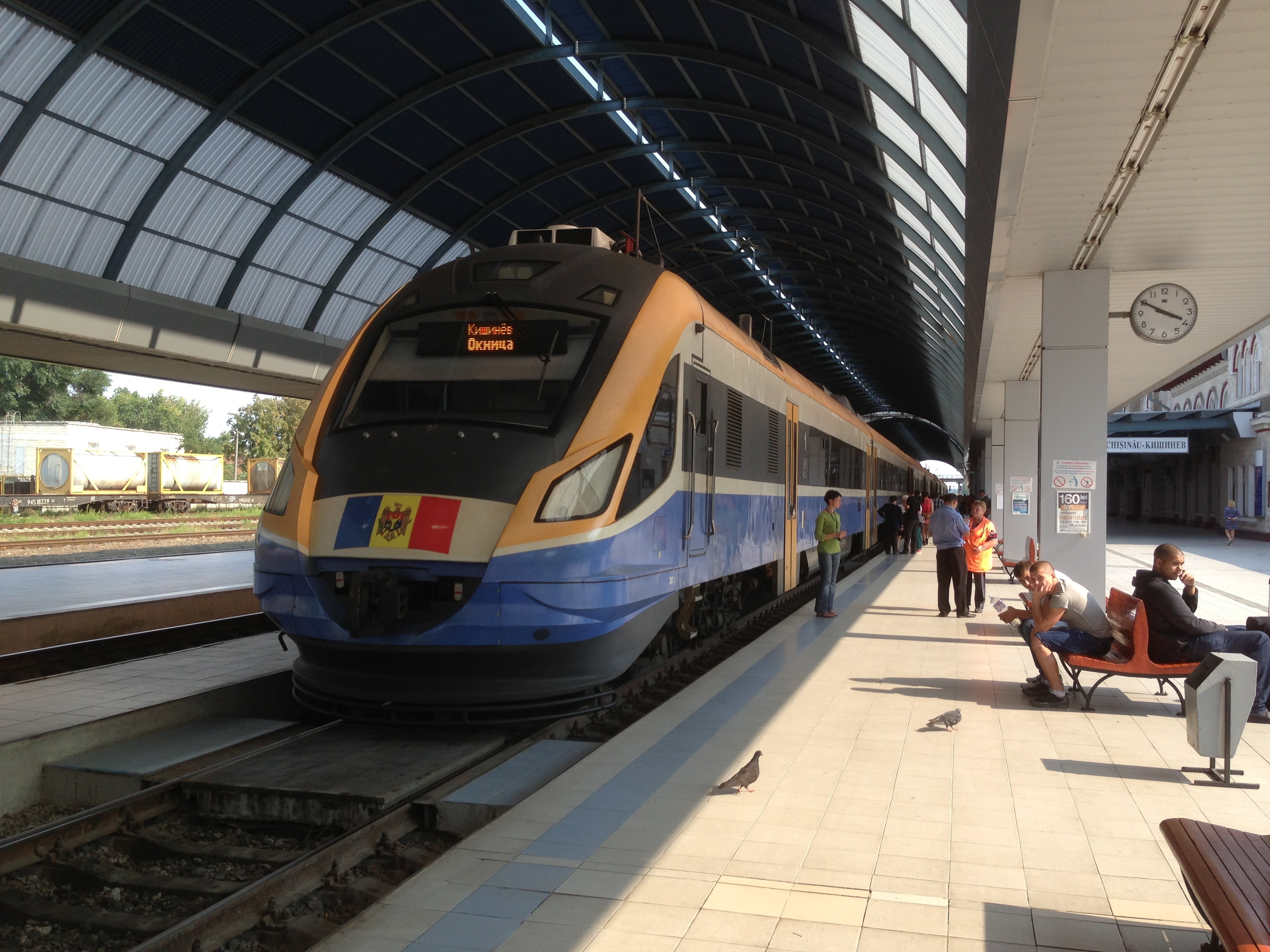
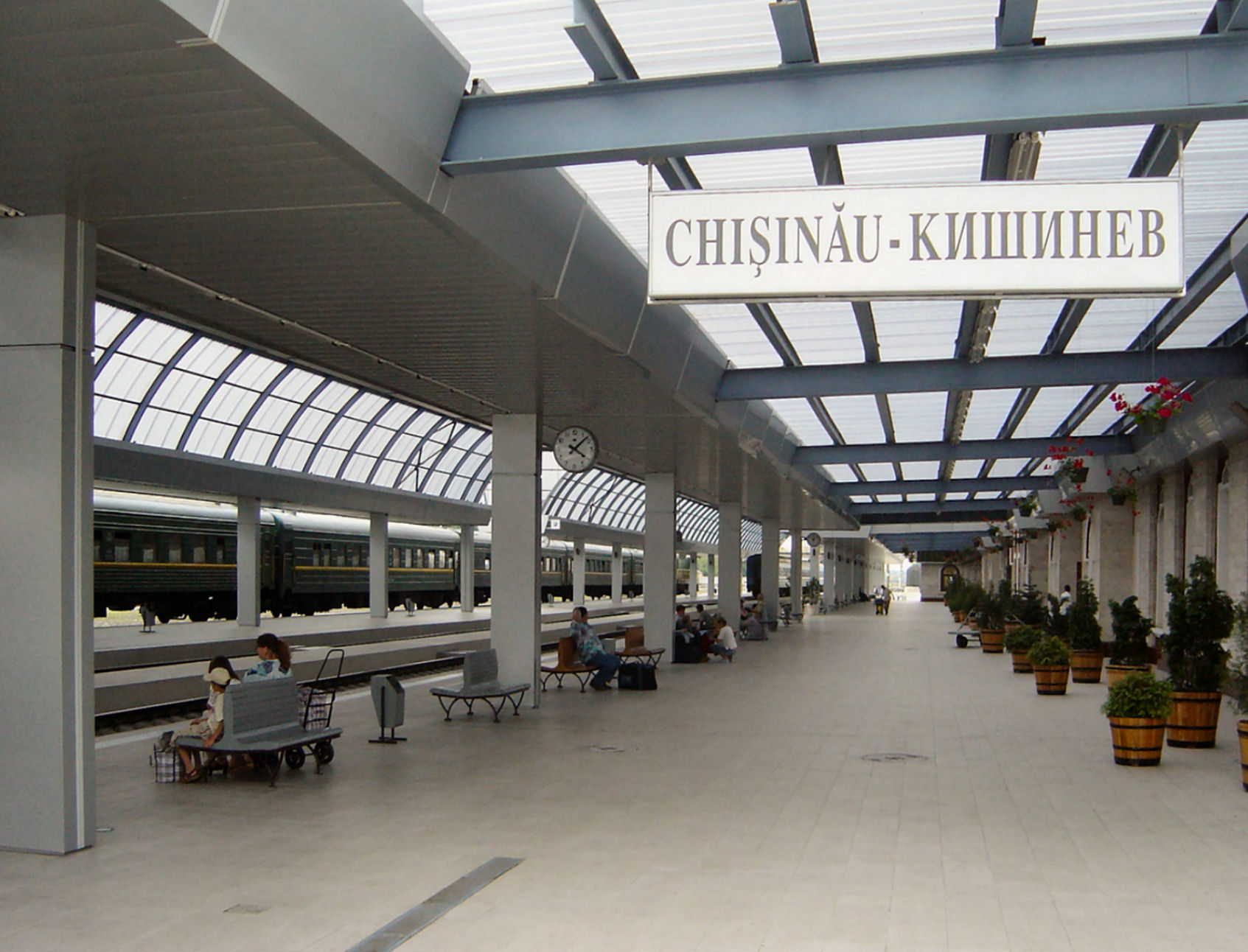